# Ssh-agent
SSH é um protocolo que permite login remoto seguro para um computador em uma rede que utiliza criptografia de chave pública. O programa cliente SSH (tal como ssh da OpenSSH) tipicamente é executado durante uma sessão de login remoto e são configurados para olhar para a chave privada do usuário em um arquivo no diretório home do usuário (ex.: .ssh/id_rsa).

## Questões de segurança
ssh-agent cria um socket e então checa a conexão do ssh. Todo aquele que é capaz de se conectar a este socket também tem acesso ao ssh-agent. As permissões são definidas em um sistema Linux ou Unix. Quando o agente é iniciado, ele cria um novo diretório em /tmp com permissões restritivas. O socket está localizado na pasta .

## Status em OS X
No sistema operacional OS X, o ssh-agent tem sido integrado desde o Leopard (versão 10.5). Implementações open-source de terceiros de ssh-agent estavam disponíveis anteriormente.